# Scheppach
Scheppach GmbH er en tysk producent af maskinværktøj og haveredskaber. De har hovedkvarter i Ichenhausen, Landkreis Günzburg i Schwaben. Scheppach's produkter er designet i Tyskland og fremstillet i Kina.
Virksomheden blev etableret i 1927 i Niederraunau af Josef Scheppach (1887–1974). I 1950 overtog sønnerne Fritz og Josef virksomheden.